# Konrád Seusenhofer
Konrád Seusenhofer (zemřel 30. srpna 1517, Innsbruck) byl zbrojíř a platnéř, který působil na přelomu 15. a 16. století v Insbrucku.

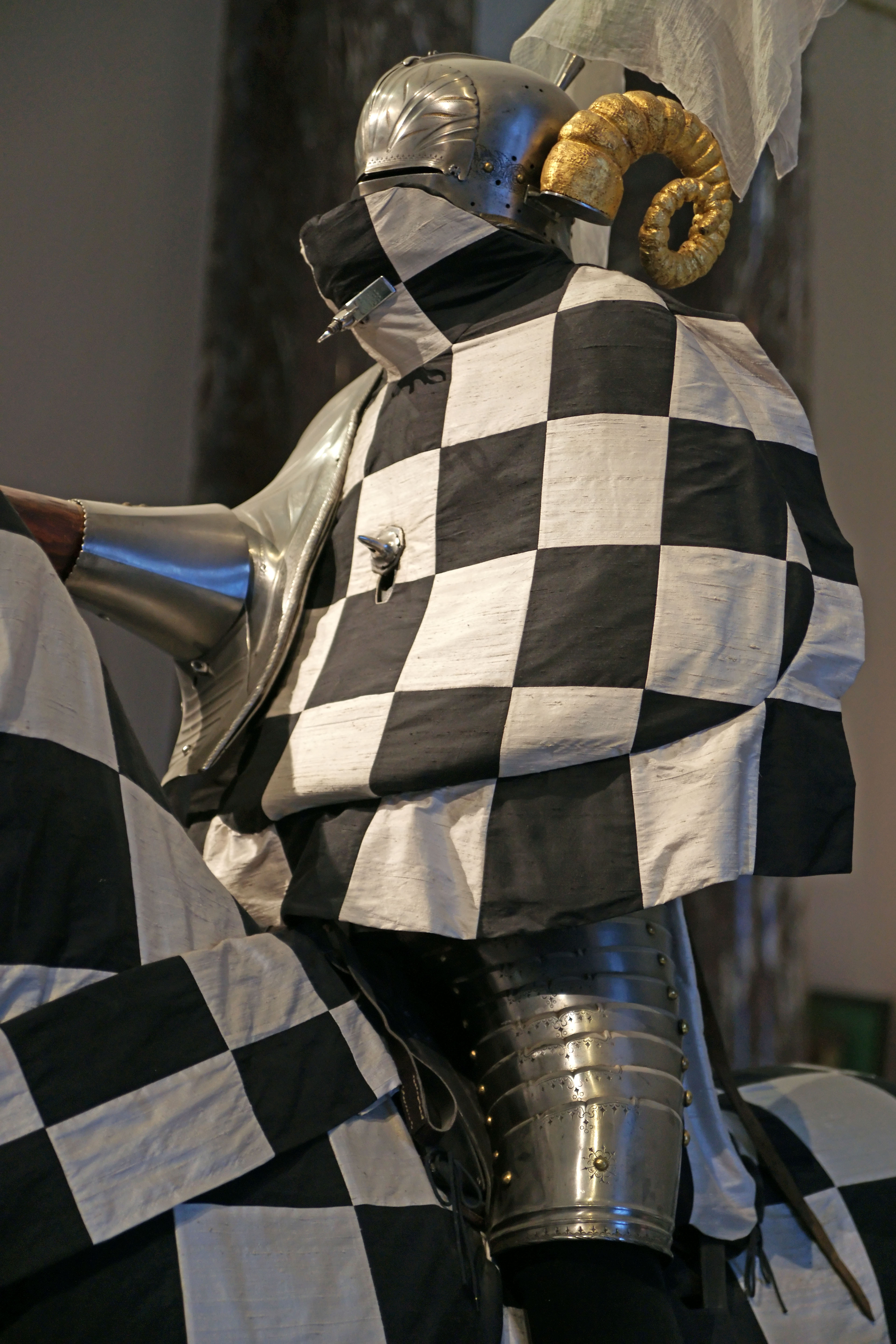
Jezdecká zbroj Maxmiliána I. Habsburského

Jeho plátnéřská dílna byla ve své době vyhlášena; vyráběla mj. zbroj pro samotného císaře Maxmiliána I. Habsburského. Z jeho dílny pochází, svým provedením velmi netypická, rohatá přilba, kterou Maxmilián I. Habsburský v roce 1511 daroval anglickému králi Jindřichu VIII.

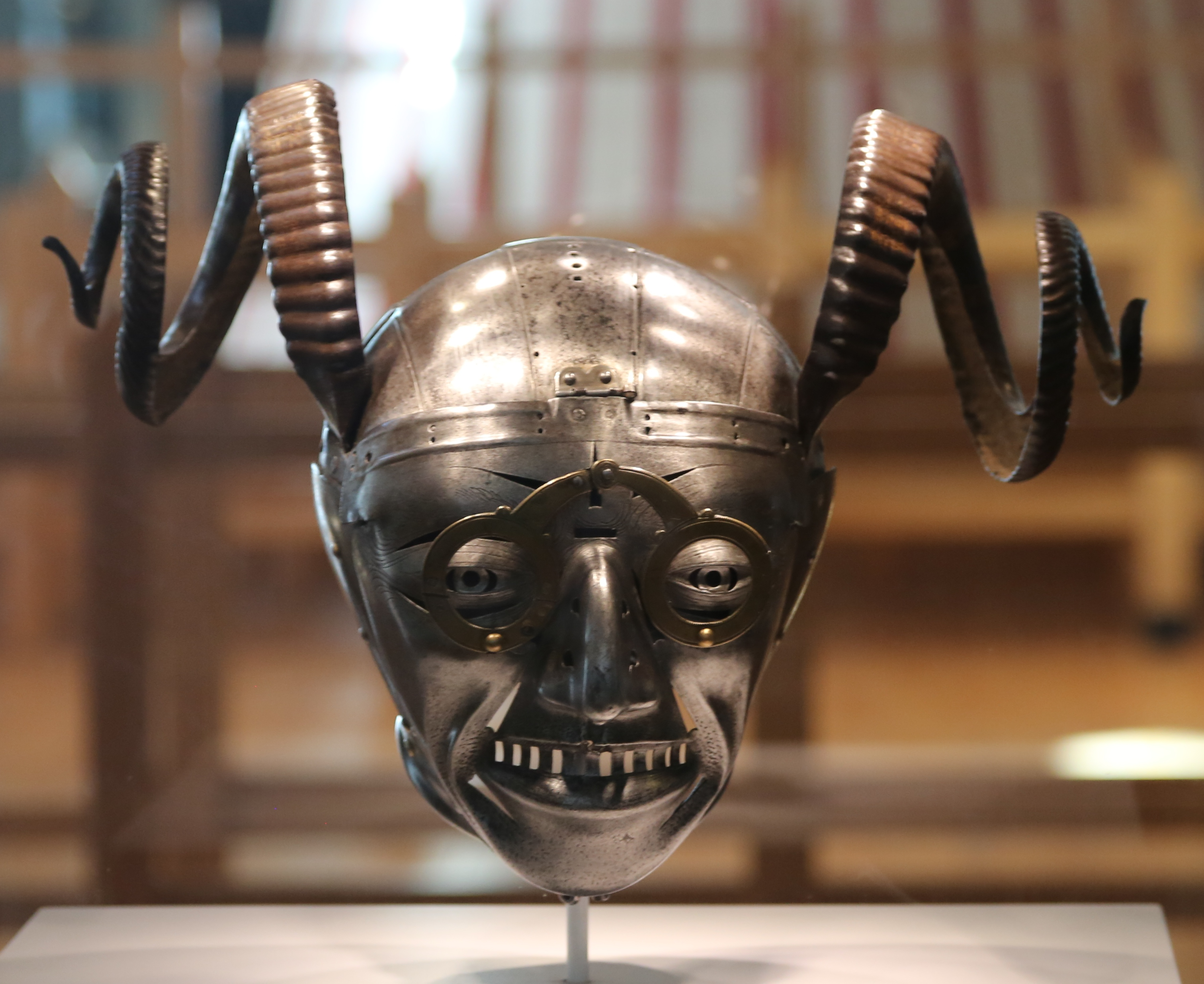
Rohatá přilba Jindřicha VIII

Měl dva syny – Hanse a Jorga.